# - (album)
− (phát âm là "Subtract", nghĩa là "dấu trừ") là album phòng thu thứ sáu và cũng là cuối cùng của nam ca sĩ kiêm nhạc sĩ người Anh Ed Sheeran, do hãng thu âm Asylum Records và Atlantic Records phát hành vào ngày 5 tháng 5 năm 2023. Được anh bắt tay thực hiện từ giữa năm 2022, album là thành quả hợp tác giữa anh và nhạc sĩ kiêm nhà sản xuất Aaron Dessner cùng với Fred Gibson, Max Martin và Johan Schuster, người cũng đã từng tham gia sản xuất cho ca khúc Eyes Closed cùng album.
Là một album visual acoustic có tổng cộng 14 bài hát (18 bài hát trong bản CD cao cấp và 24 bài hát trong bản Vinyl cao cấp), mỗi ca khúc đều có một video âm nhạc. Trong album có bao gồm hai đĩa đơn đã được phát hành trước đó để quảng bá cho album và một đĩa đơn hợp tác, ca khúc đầu tiên là đĩa đơn chủ đạo mang tên "Eyes Closed", được phát hành vào ngày 24 tháng 3 năm 2023, bài hát đã đứng đầu bảng xếp hạng Vương quốc Anh. Ca khúc thứ hai "Boat", được phát hành vào ngày 21 tháng 4 năm 2023 và đã xếp hạng đứng thứ ba trên bảng xếp hạng Vương quốc Anh. Ca khúc thứ ba mang tên "Life Goes On", được phát hành vào ngày 12 tháng 5 năm 2023. Các video âm nhạc đi kèm của cả ba đĩa đơn cũng đã được phát hành cùng ngày với thời điểm phát hành của ba bài hát.
Album đã nhận được nhiều ý kiến đánh giá tích cực từ các nhà phê bình âm nhạc khi nó ra mắt ở vị trí quán quân trên các bảng xếp hạng tại Úc, Áo, Bỉ, Hà Lan, Pháp, Đức, Ireland, New Zealand, Ba Lan, Scotland, Thụy Điển, Thụy Sĩ, Vương quốc Anh và lọt vào top 10 ở 11 quốc gia khác bao gồm Hoa Kỳ, Canada, Ý và Tây Ban Nha.

## Bối cảnh
Vào ngày 1 tháng 3 năm 2023, Ed Sheeran đã công bố tên album, danh sách ca khúc và cả ngày phát hành cho album thông qua những nền tảng mạng xã hội. Anh cũng đã thông báo thêm về một chuyến lưu diễn nhỏ ở châu Âu từ ngày 23 tháng 3 đến ngày 2 tháng 4, để bổ sung cho việc phát hành đĩa đơn chủ đạo trong album. Album được sản xuất và đồng sáng tác bởi Aaron Dessner đến từ ban nhạc indie rock The National, người cũng đã từng sản xuất cho album Folklore và album Evermore của Taylor Swift. Ed Sheeran và Aaron Dessner đã cùng nhau soạn nhạc và viết lời cho hơn 30 bài hát trong phòng thu kéo dài hơn một tháng, cuối cùng cũng đã cắt giảm xuống còn 14 bài hát cho album. − là album về chủ đề toán học cuối cùng trong sự nghiệp của anh.
Vào ngày 29 tháng 4 năm 2023, Sheeran đã công bố một loạt các thông tin về buổi biểu diễn ở Bắc Mỹ như một phần của mini tour cho album.

## Quảng bá

### Lưu diễn
Cùng với việc công bố album, Ed Sheeran cũng đã công bố một chuyến lưu diễn nhỏ, anh đã đến thăm Vương quốc Anh, Ireland và Pháp. Với tổng cộng 7 ngày, diễn ra ở giữa chặng Châu Đại Dương và Bắc Mỹ từ chuyến lưu diễn +–=÷× Tour.
Vào ngày 10 tháng 4 năm 2023, Sheeran đã biểu diễn một buổi hòa nhạc cùng với nhà sản xuất album là Aaron Dessner, anh đã hợp tác với một ban nhạc tại nhà hát Kings Theater ở Brooklyn, New York, nơi mà họ đã chơi cho từng toàn bộ album.

## Đánh giá chuyên môn
| Đánh giá chuyên môn  | Đánh giá chuyên môn |
| Điểm trung bình      | Điểm trung bình     |
| Nguồn                | Đánh giá            |
| -------------------- | ------------------- |
| AnyDecentMusic?      | 5.5/10              |
| Metacritic           | 65/100              |
| Nguồn đánh giá       |                     |
| Nguồn                | Đánh giá            |
| Sputnikmusic         | 1.5/5               |
| AllMusic             | [ 15 ]              |
| Clash                | 7/10                |
| The Telegraph        | [ 17 ]              |
| Rolling Stone        | [ 18 ]              |
| The Guardian         | [ 19 ]              |
| The Line of Best Fit | 4/10                |
| The Independent      | [ 21 ]              |
| The Observer         | [ 22 ]              |
| NME                  | [ 23 ]              |
| Pitchfork            | 3.8/10              |

− đa số đều nhận được nhiều phản hồi tích cực từ phía các nhà phê bình âm nhạc. Trên Metacritic, một trang mạng tổng hợp điểm đánh giá trung bình của các nhà phê bình với thang điểm 100, album nhận được 65 điểm, dựa trên 14 bài đánh giá, cho thấy album được đón nhận "nhìn chung là thuận lợi".
Alexis Petridis từ tờ báo The Guardian đã chấm cho album này 4/5 sao và cho rằng "đây có thể dễ dàng sẽ chính là album hay nhất từ trước đến nay của anh ấy", một "kỷ lục tầm thường" và "không thể thấy được sự mong đợi từ anh để làm hài lòng đám đông". Ngoài ra, ông cũng đánh giá cao công việc của Sheeran với Aaron Dessner, người mà đã mang đến "bầu không khí" và được "thực hiện một cách đẹp mắt" cho album cũng như là những đoạn biên khúc "đầy tinh tế"; những âm thanh "lấp lánh" từ chiếc synthesizer spectrum và những đoạn guitar điện đầy "chất âm vang" mang lại một "làn gió phản hồi nhẹ nhàng" cho album.
Neil McCormick từ nhật báo The Telegraph cũng cho một đánh giá tích cực, khi phong tặng album này 5/5 sao và cho rằng "đây là một album trôi chảy, mang đầy tính cảm xúc và lo lắng" khi "album đã giúp cho chúng ta hiểu được phần nào về hành trình tự chữa lành bản thân qua nhiều liệu pháp khác nhau", trong album còn "ưu tiên trực tiếp về cảm xúc thô sơ và giản dị từ Sheeran". Từ chất liệu rung chuyển và cong vênh một cách tinh tế với hướng đi uốn lượn, album đã "mang lại tính cá nhân sâu sắc" cho người nghe.
Nick Levine từ tạp chí NME đã chấm cho album này 3/5 sao và cho rằng, anh cảm thấy chắc chắn về album có một "sự khác biệt rõ rệt" đối với những album trước kia. Album lần này mang cho mình một cảm giác buồn bã và thất thường, u sầu và đa số mang tính chân thành, không còn bất kỳ một giai điệu thô bỉ nào giống như ca khúc "folk-Ireland" Galway Girl như trước kia. Ngoài ra, Levine cũng nhận thấy rằng album "giống như là một cái ôm ấm áp một cách thận trọng từ một người bạn nhạy cảm. Anh đã đánh giá cao việc Dessner đã cho Sheeran một không gian cá nhân để có thể nói ra những gì mà anh đã từng nghĩ để ngừng cố gắng làm Sheeran nổi bật lên", Levine cũng khen ngợi cho album về "tính đặc trưng nổi bật" trong từng lời ca của Sheeran.
Robin Murray từ tạp chí Clash cũng đánh giá album của Sheeran có một "sự tương đồng" với album Folklore của Taylor Swift. Dù có điểm chung là cả hai album đều do Dessner sản xuất, nhưng ông cho rằng album của Sheeran là "quá gọn gàng để có thể bỏ sót" khi album đã cố tình "loại được bỏ đi lớp sơn bóng để lộ ra phần sáng tác bên dưới và hoán đổi nhạc pop để lấy một loại hình nghệ thuật 'nghiêm túc' hơn". Sau cùng, ông đã kết luận rằng album đang mang lại "sự ảnh hưởng đến sau này", nhưng sau cùng thì album vẫn còn "lưu luyến một chút tính chất của Ed Sheeran" mặc dù không phải là "không có chất schmaltz".
Bà Maura Johnston từ tạp chí Rolling Stone đã chấm cho album này 4/5 sao và đã khẳng định rằng, album đã được sắp xếp "cẩn thận và có chủ ý nhằm để tạo nên một nền tảng vững chắc cho những suy ngẫm của Sheeran về một loạt các sự kiện khủng khiếp", trong khi khí chất trữ tình của anh "bỗng lại trở nên nổi bật, được hỗ trợ bởi từng dụng cụ âm nhạc tinh xảo và chi tiết bổ sung thêm với những ca từ được truyền đạt một cách gần gũi đã được đúc kết từ những câu chuyện trong cuộc sống của anh".
Roisin O'Connor nhật báo The Independent đã mô tả album giống như là "một sự khởi đầu tốt hơn theo một cách nào đó", trong album ta có thể thấy được Dessner đã mang một phong cách "piano với damper pedal phản âm trưởng" đến với album, và từ đó quay trở lại với "phong cách âm hưởng từ tác phẩm đầu tiên của Sheeran +". Bà đánh giá rằng "Mặc dù album không đạt yêu cầu về phần ca từ, nhưng sau khi biết rằng Sheeran đã dành hơn một thập kỷ chỉ để tìm hiểu đến những vấn đề mơ hồ nhưng lại rất phổ biến" mặc dù "anh đã cố gắng hết sức để có thể cởi mở".
Steven Loftin từ tạp chí The Line of Best Fit đã cho rằng mặc dù album này "không tuân theo những thói quen thông thường mà Sheeran đã làm với những album trước", nhưng anh nhấn mạnh về album rằng "chắc chắn sẽ không bị gỡ ra khỏi gốc rễ", và có thế sẽ tự đặt ra câu hỏi rằng "tại sao lần này anh ấy lại không làm như vậy". Ít nhất là để thử cho một số hình thức tiến bộ" hoặc có thể là vì Sheeran đang có vẻ "rất vui khi được chơi với những đông bằng công thức có sẵn trong sách của riêng mình mà ngay cả khi nhưng đông thức đó được sử dụng và sản xuất một cách độc lập thì nó mới trở nên nổi tiếng nhất, dù anh ấy vẫn cảm thấy lạc lõng". Nhà phê bình Kitty Empire từ tờ báo The Observer đã cho album này 3/5 sao và bà đã nhận định album này là một album dựa trên lý trí và theo bản năng nhằm để giải quyết các vấn đề về sức khỏe tâm thần theo cách "đối phó với bất đối phó" với người lớn.. Jon Pareles từ tờ The New York Times đã khẳng định album luôn "chứa đựng những ca khúc có ca từ mạnh mẽ, ngay cả khi nội dung về nó chỉ nói về những cảm xúc mong manh", ông nhận định rằng, "Rõ ràng, Sheeran vốn không hề lo lắng về những lời nói  rập khuôn — mặc dù trong những bài hát này, những giai điệu buồn khiến chúng được thêm một chút sự khí giới hơn bình thường".

## Danh sách ca khúc
Tất cả các ca khúc được viết bởi Ed Sheeran và Aaron Dessner, trừ khi được ghi chú.
| Bản thường       | Bản thường               | Bản thường                                         | Bản thường                                          | Bản thường |
| STT              | Nhan đề                  | Sáng tác                                           | Sản xuất                                            | Thời lượng |
| ---------------- | ------------------------ | -------------------------------------------------- | --------------------------------------------------- | ---------- |
| 1.               | "Boat"                   | Ed Sheeran Aaron Dessner                           | Aaron Dessner                                       | 3:05       |
| 2.               | "Salt Water"             | Ed Sheeran Aaron Dessner                           | Aaron Dessner                                       | 3:59       |
| 3.               | "Eyes Closed"            | Ed Sheeran Max Martin Shellback Fred Gibson [ 28 ] | Aaron Dessner Max Martin Johan Schuster Fred Gibson | 3:14       |
| 4.               | "Life Goes On"           | Ed Sheeran                                         | Aaron Dessner                                       | 3:30       |
| 5.               | "Dusty"                  | Ed Sheeran Aaron Dessner                           | Aaron Dessner                                       | 3:42       |
| 6.               | "End of Youth"           | Ed Sheeran                                         | Aaron Dessner                                       | 3:51       |
| 7.               | "Colourblind"            | Ed Sheeran                                         | Aaron Dessner                                       | 3:29       |
| 8.               | "Curtains"               | Ed Sheeran Aaron Dessner                           | Aaron Dessner                                       | 3:44       |
| 9.               | "Borderline"             | Ed Sheeran Aaron Dessner                           | Aaron Dessner                                       | 3:57       |
| 10.              | "Spark"                  | Ed Sheeran Aaron Dessner                           | Aaron Dessner                                       | 3:34       |
| 11.              | "Vega"                   | Ed Sheeran Aaron Dessner                           | Aaron Dessner                                       | 2:58       |
| 12.              | "Sycamore"               | Ed Sheeran Aaron Dessner                           | Aaron Dessner                                       | 2:50       |
| 13.              | "No Strings"             | Ed Sheeran Aaron Dessner                           | Aaron Dessner                                       | 2:54       |
| 14.              | "The Hills of Aberfeldy" | Ed Sheeran Foy Vance                               | Aaron Dessner                                       | 3:15       |
| Tổng thời lượng: | Tổng thời lượng:         | Tổng thời lượng:                                   | Tổng thời lượng:                                    | 48:02      |

| Bản CD cao cấp   | Bản CD cao cấp   | Bản CD cao cấp           | Bản CD cao cấp   | Bản CD cao cấp |
| STT              | Nhan đề          | Sáng tác                 | Sản xuất         | Thời lượng     |
| ---------------- | ---------------- | ------------------------ | ---------------- | -------------- |
| 15.              | "Wildflowers"    | Ed Sheeran               | Aaron Dessner    | 2:58           |
| 16.              | "Stoned"         | Ed Sheeran Aaron Dessner | Aaron Dessner    | 3:17           |
| 17.              | "Toughest"       | Ed Sheeran               | Aaron Dessner    | 3:33           |
| 18.              | "Moving"         | Ed Sheeran Aaron Dessner | Aaron Dessner    | 3:35           |
| Tổng thời lượng: | Tổng thời lượng: | Tổng thời lượng:         | Tổng thời lượng: | 61:25          |

| Bản CD tiếng Nhật | Bản CD tiếng Nhật | Bản CD tiếng Nhật                                         | Bản CD tiếng Nhật | Bản CD tiếng Nhật |
| STT               | Nhan đề           | Sáng tác                                                  | Sản xuất          | Thời lượng        |
| ----------------- | ----------------- | --------------------------------------------------------- | ----------------- | ----------------- |
| 19.               | "F64"             | Daniel Benson Dave Ed Sheeran Fred Gibson JAE5 Vata Sonzi | Fred Gibson       | 3:24              |
| Tổng thời lượng:  | Tổng thời lượng:  | Tổng thời lượng:                                          | Tổng thời lượng:  | 64:49             |

| Bản Vinyl cao cấp | Bản Vinyl cao cấp | Bản Vinyl cao cấp        | Bản Vinyl cao cấp | Bản Vinyl cao cấp |
| STT               | Nhan đề           | Sáng tác                 | Sản xuất          | Thời lượng        |
| ----------------- | ----------------- | ------------------------ | ----------------- | ----------------- |
| 15.               | "Wildflowers"     | Ed Sheeran               | Aaron Dessner     | 2:58              |
| 16.               | "Balance"         | Ed Sheeran Aaron Dessner | Aaron Dessner     | 2:56              |
| 17.               | "Stoned"          | Ed Sheeran Aaron Dessner | Aaron Dessner     | 3:17              |
| 18.               | "Fear"            | Ed Sheeran Aaron Dessner | Aaron Dessner     | 3:15              |
| 19.               | "Get Over It"     | Ed Sheeran Aaron Dessner | Aaron Dessner     | 3:08              |
| 20.               | "Toughest"        | Ed Sheeran               | Aaron Dessner     | 3:33              |
| 21.               | "Ours"            | Ed Sheeran Aaron Dessner | Aaron Dessner     | 3:42              |
| 22.               | "Moving"          | Ed Sheeran Aaron Dessner | Aaron Dessner     | 3:35              |
| 23.               | "Boat (Reprise)"  | Ed Sheeran Aaron Dessner | Aaron Dessner     | 3:05              |
| Tổng thời lượng:  | Tổng thời lượng:  | Tổng thời lượng:         | Tổng thời lượng:  | 74:26             |

## Đội ngũ thực hiện
Đội ngũ tham gia sản xuất cho album - được điều chỉnh trên ghi chú trên bìa đĩa.
| - Ed Sheeran – hát chính (bài 1–24), hát phụ (bài 1, 2, 5, 7–12, 14–18), đánh guitar (bài 1, 4, 6, 14), guitar điện (bài 5, 18) - Aaron Dessner – đánh guitar (bài 1–3, 8, 12, 17, 18), guitar dây cao (bài 1–3, 17), dương cầm cánh (bài 1), guitar bass (bài 2–6, 8, 12, 15, 17), keyboard bass (bài 2, 3, 5–11, 13, 14, 17), trống phần mềm (bài 2, 3, 5, 6, 8, 10–13, 15, 17), guitar điện (bài 2, 3, 5, 7, 8, 10, 11, 15, 17), dương cầm (bài 2, 3, 5, 6, 9, 10, 13–17), juno synthesizer (bài 2, 5, 6, 8, 9, 11, 13, 15, 17), synthesizer (bài 2, 5–7, 9, 11–13, 16, 17), prophet synthesizer (bài 2, 7, 10, 12, 15, 16), trống lục lạc (bài 2, 8, 10, 11, 13, 17), đàn wurlitzer (bài 2), sàng lắc (bài 4, 8, 10, 17), mellotron (bài 5, 6, 8, 9, 11–13, 17), bộ gõ (bài 5, 6), lập trình nhạc (bài 7), dương cầm tủ (bài 7, 8), đàn organ (bài 11); chập cheng, minimoog, đàn organ (bài 12); dương cầm điện tử (bài 16) - Rob Moose – phối khí dàn nhạc, viola, vĩ cầm (bài 1, 3, 4, 5, 7, 9, 11, 14, 18); cello, (bài 1, 3, 5, 7, 9, 11, 14, 18), dương cầm (bài 4) - James McAlister – lập trình trống (bài 1, 2, 6, 8, 11), synthesizer (bài 1, 3, 6, 11, 16, 17), đàn moog (bài 3, 16), sàng lắc (bài 3), dàn trống (bài 5, 8, 15), mẫu khúc (bài 5, 7), juno synthesizer (bài 8); đàn lia, prophet synthesizer (bài 16) - Clarice Jensen – cello (bài 2, 6, 8, 10, 12, 13, 17) | - Bryce Dessner – phối khí dàn nhạc (bài 2, 6, 8, 10, 12, 13, 17), synthesizer (bài 2, 6, 8, 13, 17), đàn omnisphere (bài 10, 12) - Yuki Numata Resnick – vĩ cầm (bài 2, 6, 8, 10, 12, 13, 17) - Kyle Resnick – sáo huýt (bài 2), kèn trumpet (bài 11, 12) - Fred Gibson – hát phụ, guitar bass, dàn trống, guitar điện, keyboard, lập trình nhạc (bài 3) - Max Martin – lập trình nhạc (bài 3) - Johan Schuster – lập trình nhạc (bài 3) - Thomas Bartlett – dương cầm (bài 4, 6, 8, 10, 14), synthesizer (bài 4, 8, 9, 11, 12, 14, 16), đàn prophet (bài 4, 11), đàn rhodes (bài 4, 16), mellotron (bài 6, 10), keyboard bass (bài 16) - J.T. Bates – dàn trống (bài 5, 6, 9–11, 13) - James Krivchenia – dàn trống (bài 5, 12), bộ gõ (bài 5), sàng lắc (bài 12) - Benjamin Lanz – synthesizer (bài 5, 7), kèn trombone (bài 11, 12) - Dave Nelson – kèn trombone (bài 5, 8, 10, 12, 13, 17) - Jason Treuting – bộ gõ (bài 8) - Reid Jenkins – vĩ cầm (bài 13) - Lisa Hannigan – hát phụ (bài 15, 17) |

| - Aaron Dessner – sản xuất (bài 1–24), lập trình âm thanh (bài 11, 12), thu âm (bài 2, 6–8, 14), lập trình bổ sung (bài 2, 6–10, 14) - Fred Gibson – sản xuất (bài 3) - Max Martin – sản xuất (bài 3) - Johan Schuster – sản xuất (bài 3) - Randy Merrill – hoàn chỉnh âm thanh (bài 1–24) - Jonathan Low – phối khí (bài 1, 2, 4–18), lập trình âm thanh (bài 1–24), thu âm (bài 1–8, 13–18) - Spike Stent – phối khí (bài 3) - Bella Blasko – lập trình âm thanh (bài 2, 3, 5–17), thu âm (bài 2, 5–8, 13, 17) - Cormac O'Kane – lập trình âm thanh, thu âm (bài 3) - Michael Ilbert – lập trình âm thanh, thu âm (bài 3) - Clarice Jensen – lập trình âm thanh (bài 13), thu âm (bài 2, 6, 8, 13, 17), lập trình bổ sung (bài 2, 6, 8, 10, 12, 17) - Ashton Miranda – lập trình âm thanh, thu âm (bài 18) - James McAlister – thu âm, lập trình bổ sung (bài 1, 8, 15–17) | - Rob Moose – thu âm (bài 1, 3–5, 7, 14, 18), lập trình bổ sung (bài 1, 4, 5, 7, 9, 11, 14, 18) - Kyle Resnick – thu âm (bài 2, 6, 8, 13, 17), lập trình bổ sung (bài 2, 6, 8, 10, 12, 13, 17) - Richard Brown – thu âm (bài 3) - Thomas Bartlett – thu âm, lập trình bổ sung (bài 4, 16) - Benjamin Lanz – thu âm, lập trình bổ sung (bài 5, 7) - Dave Nelson – thu âm (bài 5, 8, 13, 17), lập trình bổ sung (bài 5, 8, 10, 12, 13, 17) - J.T. Bates – thu âm, lập trình bổ sung (bài 6, 7) - Alex Proctor – thu âm, lập trình bổ sung (bài 7) - Jason Treuting – thu âm, lập trình bổ sung (bài 8) - Ber Quinn – thu âm, lập trình bổ sung (bài 15) - Lisa Hannigan – thu âm, lập trình bổ sung (bài 17) - Matt Wolach – trợ lý phối khí (bài 3) - Reid Jenkins – lập trình bổ sung (bài 13) |

## Bảng xếp hạng
| Bảng xếp hạng (2023)                     | Thứ hạng |
| ---------------------------------------- | -------- |
| Album Úc (ARIA)                          | 1        |
| Album Áo (Ö3 Austria)                    | 1        |
| Album Bỉ (Ultratop Vlaanderen)           | 1        |
| Album Bỉ (Ultratop Wallonie)             | 1        |
| Album Canada (Billboard)                 | 2        |
| Album Cộng hòa Séc (ČNS IFPI)            | 9        |
| Album Đan Mạch (Hitlisten)               | 2        |
| Album Hà Lan (Album Top 100)             | 1        |
| Album Phần Lan (Suomen virallinen lista) | 5        |
| Album Pháp (SNEP)                        | 1        |
| Album Đức (Offizielle Top 100)           | 1        |
| Album Hungaria (MAHASZ)                  | 16       |
| Album Iceland (Plötutíðindi)             | 6        |
| Album Ireland (OCC)                      | 1        |
| Album Ý (FIMI)                           | 2        |
| Album Nhật Bản (Oricon)                  | 8        |
| Album Nhật Bản (Oricon Digital)          | 2        |
| Album Nhật Bản (Oricon Combined)         | 8        |
| Album Nhật Bản (Billboard)               | 7        |
| Album Lithuania (AGATA)                  | 26       |
| Album New Zealand (RMNZ)                 | 1        |
| Album Na Uy (VG-lista)                   | 2        |
| Album Bồ Đào Nha (AFP)                   | 2        |
| Album Scotland (OCC)                     | 1        |
| Album Ba Lan (ZPAV)                      | 1        |
| Album Tây Ban Nha (PROMUSICAE)           | 4        |
| Album Thụy Điển (Sverigetopplistan)      | 1        |
| Album Thụy Sĩ (Schweizer Hitparade)      | 1        |
| Album Anh Quốc (OCC)                     | 1        |
| Album Hoa Kỳ Billboard 200               | 2        |

## Chứng nhận
| Quốc gia                                                    | Chứng nhận | Số đơn vị/doanh số chứng nhận |
| ----------------------------------------------------------- | ---------- | ----------------------------- |
| Anh Quốc (BPI)                                              | Vàng       | 100.000‡                      |
| ‡ Chứng nhận dựa theo doanh số tiêu thụ và phát trực tuyến. |            |                               |

## Lịch sử phát hành
| Khu vực  | Ngày phát hành     | Định dạng                                         | Phiên bản      | Hãng đĩa        | Nguồn  |
| -------- | ------------------ | ------------------------------------------------- | -------------- | --------------- | ------ |
| Toàn cầu | 5 tháng 5 năm 2023 | Cassette CD tải kỹ thuật số phát trực tuyến vinyl | Bản tiêu chuẩn | Asylum Atlantic | [ 64 ] |
| Toàn cầu | 5 tháng 5 năm 2023 | CD tải kỹ thuật số phát trực truyến vinyl         | Bản cao cấp    | Asylum Atlantic | [ 65 ] |